# Bâton d'Asclépios
Bâton d'Esculape, caducée d'Esculape, caducée médical
Ne doit pas être confondu avec Caducée ou Coupe d'Hygie.
 (octobre 2009).
Si vous disposez d'ouvrages ou d'articles de référence ou si vous connaissez des sites web de qualité traitant du thème abordé ici, merci de compléter l'article en donnant les références utiles à sa vérifiabilité et en les liant à la section « Notes et références ».

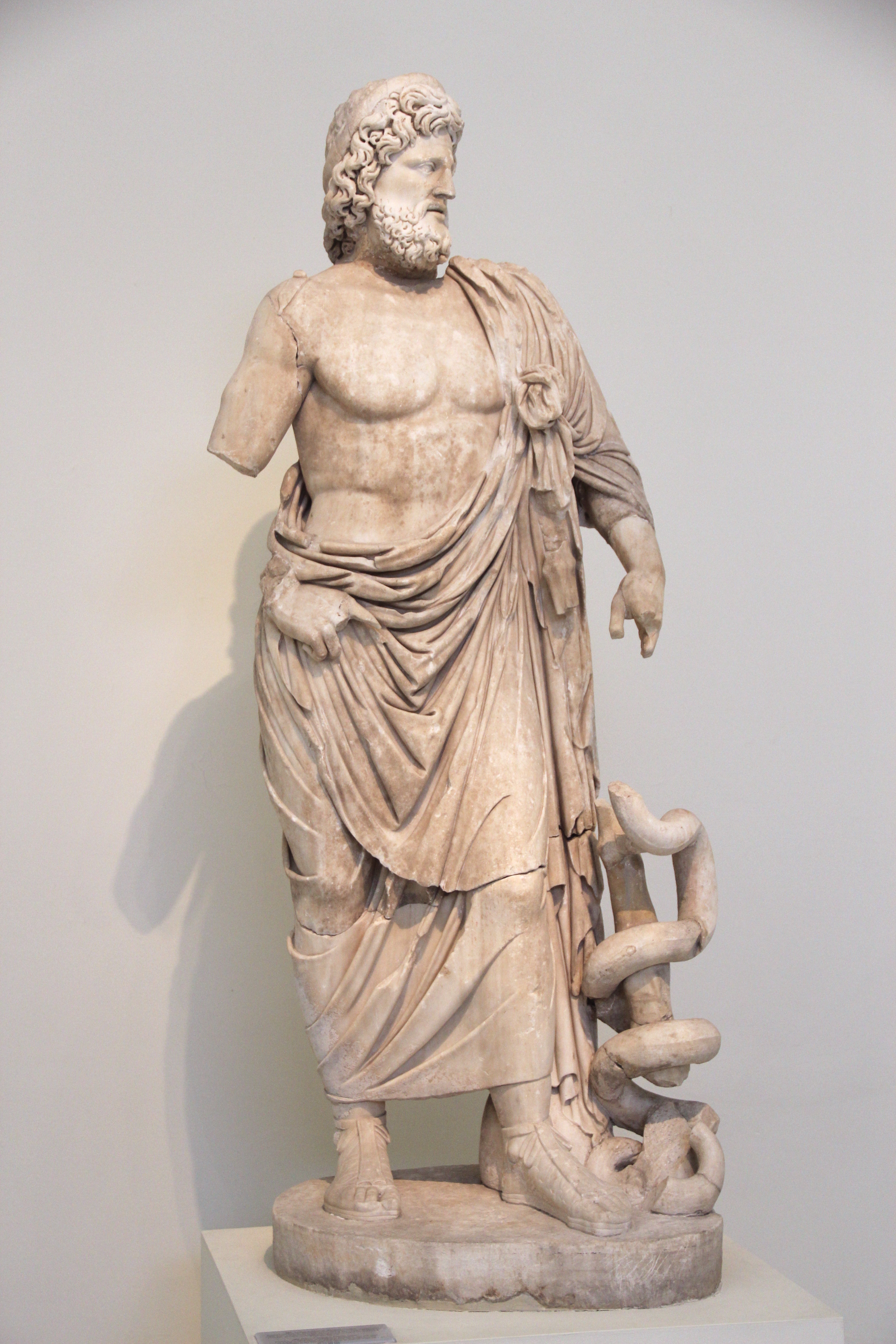
Esculape appuyé sur son bâton, statue trouvée dans le sanctuaire d'Épidaure, copie d'un original du IVe siècle av. J.-C., Musée national archéologique d'Athènes.

Le bâton d'Esculape ou bâton d'Asclépios est un attribut du dieu Esculape (ou Asclépios) dans la mythologie grecque. Il est représenté comme un bâton le long duquel s'enroule une couleuvre. Il est utilisé comme symbole médical dans de nombreux pays (on rencontre aussi le terme « caducée d'Esculape » ou « caducée médical » dans ce contexte, par analogie avec le caducée d'Hermès). Il ne doit pas être confondu avec la coupe d'Hygie, utilisée par les professions pharmaceutiques.
Le terme de bâton d'Esculape, est d'usage commun en français.

## Mythologie
Dans la mythologie grecque, Esculape (en grec ancien :  Ἀσκληπιός / Asklêpiós ou Ésculepe, en latin : Aesculapius) est, dans l'épopée homérique, un héros thessalien puis, à l'époque classique, le dieu gréco-romain de la médecine. Fils d'Apollon, il meurt foudroyé par Zeus pour avoir ressuscité les morts, avant d'être placé dans le ciel sous la forme de la constellation du Serpentaire.
Il correspond à l'Esculape romain, dont le nom est une traduction en alphabet latin du dieu grec, et à l'Imhotep égyptien.
Le bâton d'Esculape est son attribut, et a le pouvoir de guérir toutes sortes de maladies.
Selon les croyances contemporaines, les malades fréquentant les temples d'Asclépios étaient visités en rêve par le médecin sous la forme d'un serpent. Dans les anaglyphes (textes ou figures gravées en relief) qui évoquent Asclépios dans la Grèce antique classique, le serpent accompagne le dieu guérisseur, enroulé autour de son bâton ou lové sous son trône. Des grands temples aux simples foyers, on pensait que la présence d'un serpent offrait une protection contre le malheur dans toute la Grèce antique.

## Symbole médical
Le bâton d'Esculape a été repris comme symbole par plusieurs professions médicales et paramédicales.
En France, le « caducée de la médecine » est composé d'un bâton surmonté du miroir de la prudence, autour duquel s'enroule une couleuvre d'Esculape (l'ensemble est dessiné en rouge sur fond blanc).

Drapeau de l'Organisation mondiale de la santé
La Star of Life, symbole des ambulances et des urgences aux États-Unis notamment

### Dracunculose
Certains commentateurs ont interprété le symbole comme une représentation directe du traitement traditionnel de la dracunculose. Le ver émerge de douloureuses cloques ulcéreuses. Les cloques brûlent, ce qui amène le patient à immerger la zone affectée dans de l'eau pour la refroidir et l'apaiser. Le ver détecte le changement de température et rejette ses larves dans l'eau. Un traitement traditionnel consiste à retirer lentement le ver de la plaie sur une période de quelques heures à quelques semaines en l'enroulant autour d'un bâton,. Le traitement moderne peut remplacer le bâton par un morceau de gaze stérile, mais il est largement identique.
Cependant, l'hypothèse que le bâton d'Asclépios représente un bâton avec un dracunculus enroulé n'est pas une explication plausible. Les textes médicaux grecs n'enregistrent aucune preuve de la maladie dans la Grèce antique. La maladie du ver de Guinée a été trouvée ailleurs, dans certaines régions d'Égypte et de la péninsule arabique. En outre, les textes anciens mentionnent les traitements chirurgicaux, plutôt que le traitement plus récent de rouler le ver sur un bâton.

## Équivalent biblique
Dans le Livre des Nombres de la Bible, le Nehushtan (ou Nohestan) (en hébreu : נחושתן ou נחש הנחושת) était un serpent de bronze sur un poteau que Dieu avait dit à Moïse d'ériger afin de protéger les Israélites qui le voyaient, de la mort des morsures des « serpents de feu », que Dieu avait envoyés pour les punir d'avoir parlé contre Lui et Moïse. Le roi Ezéchias institua plus tard une réforme religieuse iconoclaste et détruisit « le serpent d'airain que Moïse avait fabriqué, car jusqu'à cette époque les enfants d'Israël lui brûlaient des parfums, et il était appelé Nehushtan » (2 Rois 18:4). De nombreux étudiants de la Bible ont fait le lien entre le bâton d'Asclépios et le Nehustan, où le bâton et le serpent ont été assemblés dans l'incident biblique de la guérison de masse. C'est peut-être la raison pour laquelle les Anciens ont commencé à utiliser le serpent de cette manière.